# Distichlicoccus alkalinus
Distichlicoccus alkalinus är en insektsart som först beskrevs av Cockerell 1902.  Distichlicoccus alkalinus ingår i släktet Distichlicoccus och familjen ullsköldlöss. Inga underarter finns listade i Catalogue of Life.